# جون براون (سياسي كندي)
جون براون هو تاجر وسياسي كندي، ولد في 1791، وتوفي في 28 يناير 1842. انتخب Member of the Legislative Assembly of Upper Canada ‏ (1830 – 1836).